# Werner Kluth
Werner Kluth (* 5. Juli 1924 in Marburg; † 6. April 2015) war ein deutscher Politiker (SPD).

## Leben
Werner Kluth wurde in Marburg geboren und wuchs in Kassel auf. Er lernte das Elektriker-Handwerk. 1944 kam er nach Oberwalluf. Hier war er 1960 an der Gründung des SPD-Ortsvereins beteiligt und begann sogleich eine kommunalpolitische Karriere. In Abendkursen erwarb er später Fachkenntnisse in der öffentlichen Kommunalverwaltung. 

## Politische Ämter
Vom Jahr 1964 an bekleidete er das Amt des Bürgermeisters der Gemeinde Oberwalluf, bis sich Oberwalluf und Niederwalluf im Vorfeld der Gebietsreform in Hessen am 1. Oktober 1971 freiwillig zur Gemeinde Walluf zusammenschlossen. Während seiner Amtszeit wurden in Oberwalluf die Neubaugebiete am Eilweg und im Gebiet Paradies-, Gartenfeld- und Liebaustraße erschlossen.
Überraschend wurde der SPD-Mann Kluth, ungeachtet einer Mehrheit von CDU und BVW, von der Wallufer Gemeindevertretung 1976 zum Bürgermeister gewählt. Er hatte dieses Amt bis zum 14. Oktober 1982 inne. Eine politische Mehrheit hatte er in seiner Amtszeit nicht.

## Ehrungen
1973 wurde Werner Kluth für sein ehrenamtliches Engagement in sieben Vereinen und für seine kommunalpolitischen Verdienste mit dem Bundesverdienstkreuz am Bande ausgezeichnet.